# روبرت رنسی
روبرت رنسی (انگلیسی: Robert of Reims)، یا روبرت راهب، وقایع‌نگار صلیبی و و از اهالی شهر ریمس فرانسه و راهب صومعه بندیکتی آن شهر به نام سن رمی بود. وی در زمان فعالیتش در آن صومعه به نگارش اثری به نام هیستوریا ایروزولیمیتانا و به زبان لاتین دربارهٔ نخستین جنگ صلیبی نگاشت. بنا بر شواهد موجود در آغاز این وقایع‌نامه، وی از حاضران در شورای کلرمونت در نوامبر ۱۰۹۵ میلادی بوده‌است.